# Agatea pancheri
Agatea pancheri är en violväxtart som beskrevs av Adolphe-Théodore Brongniart. Agatea pancheri ingår i släktet Agatea och familjen violväxter. Inga underarter finns listade i Catalogue of Life.